# Edda Hannesdóttir
Edda Hannesdóttir (1994) es una deportista islandesa que compite en triatlón y acuatlón. Ganó una medalla de oro en el Campeonato Mundial de Acuatlón de 2018.

## Palmarés internacional
| Campeonato Mundial | Campeonato Mundial  | Campeonato Mundial | Campeonato Mundial |
| Año                | Lugar               | Medalla            | Prueba             |
| ------------------ | ------------------- | ------------------ | ------------------ |
| 2018               | Fionia ( Dinamarca) | Medalla de oro     | Individual         |